# Bu Hebilige
Bu Hebilige (20 de septiembre de 1996) es un deportista chino que compite en judo. Ganó una medalla de bronce en el Campeonato Asiático de Judo de 2019, en la categoría de –90 kg.

## Palmarés internacional
| Campeonato Asiático | Campeonato Asiático | Campeonato Asiático | Campeonato Asiático |
| Año                 | Lugar               | Medalla             | Categoría           |
| ------------------- | ------------------- | ------------------- | ------------------- |
| 2019                | Fujairah (EAU)      | Medalla de bronce   | –90 kg              |